# Nastoceras
Nastoceras é um gênero de traça pertencente à família Agonoxenidae.